# Kay Aldridge
Kay Aldridge (Tallahassee, 9 de julho de 1917 – 12 de janeiro de 1995) foi uma atriz e modelo estadunidense, que se tornou mais conhecida por personificar, nos anos 1940, a típica "donzela em apuros" que caracterizava um dos ingredientes básicos dos seriados estadunidenses, a heroína bonita e vulnerável a ser salva pelo herói. Atuou em 25 filmes entre 1937 e 1945.

## Biografia
Nascida Katharine Gratten Aldridge em Tallahassee, Flórida, tornou-se modelo figurando em capas de revistas estadunidenses tais como Life, Ladies' Home Journal, Redbook e Look nos anos 1930. A artista contemporãnea Anne Taintor usou anúncios caracterízando Aldridge como base para muitas de suas peças. Sua carreira cinematográfica teve início ao fazer um personagem não creditado, um modelo em Vogues of 1938 ao lado de Warner Baxter e Joan Bennett. Em seguida, teve alguns papéis meramente decorativos sob o nome Katherine Aldridge. Foi relatado que ela esteve entre as atrizes que fizeram o teste para o papel de Scarlett O'Hara em Gone with the Wind.
Os papéis em que se tornou conhecida tiveram início em 1942, com o seriado Perils of Nyoka, pela Republic Pictures. Então creditada como Kay Aldridge, ela personificou Nyoka Gordon, heroína que confrontava vilões hostis enquanto procurava por seu pai, que se perdera em uma expedição na África. Seguiram-se outros seriados, tais como Daredevils of the West em 1943 e Haunted Harbor em 1944. Aldridge se retirou do cinema em 1945.
Seu último filme foi The Phantom of 42nd Street, em 1945, ao lado de Dave O’Brien.
Aldridge foi casada três vezes: com Arthur Cameron de 1945 a 1954, com quem teve quatro filhos; com Richard Derby Tucker de 1956 até a morte dele, em 1979; e com Harry Nasland até a morte dele, em 1988. Em seus últimos anos viveu em Camden, no Maine, e foi uma anfitriã localmente renomada, muitas vezes recebendo 10 ou mais pessoas para o jantar e alegrando-os com histórias e risadas. Ela era excepcionalmente graciosa, muitas vezes convidando viajantes do centro de Camden a sua casa para ver a vista espetacular de Penobscot Bay e Curtis Island.
Aldridge morreu de ataque cardíaco enquanto estava ao telefone em Rockport, Maine, contando uma piada para seu genro, um diplomata italiano.

## Filmografia parcial
- Vogues of 1938 (1937)
- Perils of Nyoka (1942)
- Daredevils of the West (1943)
- Haunted Harbor (1944)
- The Phantom of 42nd Street (1945)
- The Man Who Walked Alone (1945)